# Districte de Belfort
El districte de Belfort és l'únic districte del departament del Territori de Belfort, a la regió de Borgonya-Franc Comtat. Té 15 cantons i 101 municipis. La capital és Belfort.
A 1 de gener del 2024, comprenia els 101 municipis següents:
1. Andelnans
2. Angeot
3. Anjoutey
4. Argiésans
5. Autrechêne
6. Auxelles-Bas
7. Auxelles-Haut
8. Banvillars
9. Bavilliers
10. Beaucourt
11. Belfort
12. Bermont
13. Bessoncourt
14. Bethonvilliers
15. Boron
16. Botans
17. Bourg-sous-Châtelet
18. Bourogne
19. Brebotte
20. Bretagne
21. Buc
22. Charmois
23. Châtenois-les-Forges
24. Chaux
25. Chavanatte
26. Chavannes-les-Grands
27. Chèvremont
28. Courcelles
29. Courtelevant
30. Cravanche
31. Croix
32. Cunelières
33. Danjoutin
34. Delle
35. Denney
36. Dorans
37. Eguenigue
38. Éloie
39. Essert
40. Étueffont
41. Évette-Salbert
42. Faverois
43. Fêche-l'Église
44. Felon
45. Florimont
46. Fontaine
47. Fontenelle
48. Foussemagne
49. Frais
50. Froidefontaine
51. Giromagny
52. Grandvillars
53. Grosmagny
54. Grosne
55. Joncherey
56. Lachapelle-sous-Chaux
57. Lachapelle-sous-Rougemont
58. Lacollonge
59. Lagrange
60. Lamadeleine-Val-des-Anges
61. Larivière
62. Lebetain
63. Lepuix
64. Lepuix-Neuf
65. Leval
66. Menoncourt
67. Meroux-Moval
68. Méziré
69. Montbouton
70. Montreux-Château
71. Morvillars
72. Novillard
73. Offemont
74. Pérouse
75. Petit-Croix
76. Petitefontaine
77. Petitmagny
78. Phaffans
79. Réchésy
80. Recouvrance
81. Reppe
82. Riervescemont
83. Romagny-sous-Rougemont
84. Roppe
85. Rougegoutte
86. Rougemont-le-Château
87. Saint-Dizier-l'Évêque
88. Saint-Germain-le-Châtelet
89. Sermamagny
90. Sevenans
91. Suarce
92. Thiancourt
93. Trévenans
94. Urcerey
95. Valdoie
96. Vauthiermont
97. Vellescot
98. Vescemont
99. Vétrigne
100. Vézelois
101. Villars-le-Sec